# Syllitus terminatus
Syllitus terminatus là một loài bọ cánh cứng trong họ Cerambycidae.